# Селенат самария(III)
Селенат самария(III) — неорганическое соединение,
соль самария и селеновой кислоты
с формулой Sm2(SeO4)3,
кристаллы,
растворяется в воде,
образует кристаллогидраты.

## Получение
- Растворение карбоната самария(III) в растворе селеновой кислоты [1]:

{\displaystyle {\mathsf {Sm_{2}(CO_{3})_{3}+3H_{2}SeO_{4}\ {\xrightarrow {}}\ Sm_{2}(SeO_{4})_{3}+CO_{2}\uparrow +3H_{2}O}}}

## Физические свойства
Селенат самария(III) образует кристаллы.
Хорошо растворяется в воде.
Образует кристаллогидраты состава Sm2(SeO4)3•n H2O, где n = 6 и 8.
Кристаллогидрат Sm2(SeO4)3•8H2O образует кристаллы
моноклинной сингонии, пространственная группа C 2/c, параметры ячейки a = 0,70218 нм, b = 1,3898 нм, c = 1,8154 нм, β = 99,357°, Z = 4
.